# Kisiljurt
Kisiljurt (russisch Кизилюрт) ist eine Stadt in der nordkaukasischen Republik Dagestan in Russland mit 32.988 Einwohnern (Stand 14. Oktober 2010).

## Geographie
Die Stadt liegt am Nordostrand des Großen Kaukasus, im Süden der Terek-Sulak-Ebene etwa 60 km nordwestlich der Republikhauptstadt Machatschkala am rechten Ufer des Sulak.
Kisiljurt ist der Republik administrativ direkt unterstellt und zugleich Verwaltungszentrum des gleichnamigen Rajons. Der Stadt sind die Siedlungen städtischen Typs Nowy Sulak (5440 Einwohner) und Bawtugai (5234 Einwohner) sowie das Dorf Stary Bawtugai (2045 Einwohner) direkt unterstellt, sodass die Gesamteinwohnerzahl der administrativen Einheit Stadt Kisiljurt 47.096 beträgt (Berechnung 2009).
Die Stadt liegt an der auf diesem Abschnitt im Jahre 1894 eröffneten Hauptstrecke der Nordkaukasus-Eisenbahn Rostow am Don–Machatschkala–Baku (Streckenkilometer 2228 ab Moskau). Hier zweigt zudem eine Strecke nach Kisljar ab, wo Anschluss Richtung Astrachan besteht. Der knapp 80 Kilometer lange Abschnitt Kisiljurt–Kisljar entstand zur Umgehung Tschetscheniens während des Zweiten Tschetschenienkrieges um das Jahr 2000. Durch Kisiljurt führt auch die Fernstraße M29 Rostow am Don–aserbaidschanische Grenze.

## Geschichte
Kisiljurt erhielt das Stadtrecht 1963, als die gleichnamige Arbeitersiedlung mit den Siedlungen Bawtugai und Sulak verwaltungstechnisch zusammengeschlossen wurde. Der Name steht auf Kumykisch für rote Siedlung, wobei „Rot“ hier ideologische Bedeutung hat.

### Bevölkerungsentwicklung
| Jahr | Einwohner |
| ---- | --------- |
| 1959 | 3.892     |
| 1970 | 13.111    |
| 1979 | 21.715    |
| 1989 | 33.682    |
| 2002 | 30.264    |
| 2010 | 32.988    |

Anmerkung: Volkszählungsdaten

## Wirtschaft
In der Stadt gibt es ein elektrotechnisches und ein Chemiewerk (Phosphorsäure und -salze) sowie Betriebe der Baumaterialienwirtschaft.
Kisiljurt ist Zentrum eines Landwirtschaftsgebietes mit Bewässerungswirtschaft, Weinbau und Schafzucht.
Oberhalb der Stadt liegt am Sulak der Tschirjurt-Talsperrenkomplex.

## Söhne und Töchter der Stadt
- Tagir Chaibulajew (* 1984), russischer Judoka; Weltmeister (2011) und Olympiasieger (2012)
- Mansur Mustafajewitsch Issajew (* 1986), russischer Judoka
- Dschawid Gamsatow (* 1989), belarussischer Ringer russisch-dagestanischer Herkunft
- Şamil Erdoğan (* 1990), türkischer Ringer